# Oberammergau
Oberammergau ligt in Zuid-Duitsland, 20 km van Garmisch-Partenkirchen en de Oostenrijkse grens. Oberammergau ligt in de deelstaat Beieren en behoort tot de Landkreis Garmisch-Partenkirchen. Het dorp telt 5.422 inwoners.

## Bezienswaardigheden

### Passiespel
De Oberammergauer Passiespelen dateren uit 1634. Elke tien jaar wordt door inwoners van het dorp de lijdensweg van Christus tot zijn kruisiging uitgebeeld; de editie van het jaar 2020 werd echter afgelast vanwege de coronapandemie. Opvallend in de plaats zijn de  gesneden houtenbeelden, meestal religieuze afbeeldingen.

### Lüftlmalerei
De streek waarin Oberammergau ligt is bekend vanwege de Lüftlmalerei; kunstig beschilderde gevels zijn onder andere te zien bij hotel 'Wittelsbach', het 'Alte Post' en het 'Pilatushaus'. Ook is er een huis uit 1775, het geboortehuis van de schrijver Ludwig Thoma (1867 - 1921), met muurschilderingen die verscheidene ambachten tonen. Verder zijn er gevelschilderingen die teruggaan tot 1633.

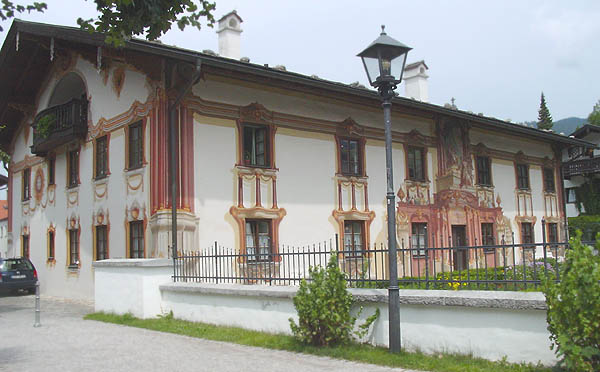
Pilatushaus met Lüftlmalerei

## Varia
Oberammergau wordt genoemd in het lied "Heut kommt der Hans zu mir", dat werd geparodieerd door Brigitte Kaandorp. 
Bad Bayersoien ·
Bad Kohlgrub ·
Eschenlohe ·
Ettal ·
Farchant ·
Garmisch-Partenkirchen ·
Grainau ·
Großweil ·
Krün ·
Mittenwald ·
Murnau a.Staffelsee ·
Oberammergau ·
Oberau ·
Ohlstadt ·
Riegsee ·
Saulgrub ·
Schwaigen ·
Seehausen a.Staffelsee ·
Spatzenhausen ·
Uffing a.Staffelsee ·
Unterammergau ·
Wallgau
Gemeentevrij gebied: Ettaler Forst